# Filmen om Gutenberghus
Filmen om Gutenberghus er en dansk dokumentarfilm fra 1939.

## Handling
Der ryddes op i et forældet kvarter omkring Vognmagergade, Gothersgade og Landemærket for at en ny stor bygning 'Gutenberghus' kan opføres. Den ser dagens lys i 1926, men allerede i 1931 er der tilføjet en stor tilbygning, så ejendomskomplekset udfylder hele arealet mellem de tre gader og Lønporten. Snart er der brug for en endnu større udvidelse, hvorfor 59 ejendomme fordelt over to tønder land rives ned for at gøre plads til Gutenberghus' nye kontorbygning, som skal beklædes med hvide glaserede fliser. Nedrivning af de nedslidte og trange beboelsesejendomme påbegyndes i efteråret 1934. 23. september 1935 holdes der rejsegilde. Det gamle Gutenberghus, som er blevet 'det tekniske hus' og den nye kontorbygning forbindes med en 16 meter lang to-etagers glasbro, der på begge sider prydes af et ur, som er tre meter i diameter. Ved udgangen af 1938 står huset færdigt. I Vognmagergade anlægges en benzintank, som er hårdt tiltrængt i kvarteret.